# Arsenalul libertății

„The Arsenal of Freedom” este un episod din primul sezon al serialul științifico-fantastic „Star Trek: Generația următoare”. Scenariul este scris de Richard Manning și Hans Beimler; regizor este Les Landau. A avut premiera la 11 aprilie 1988.

## Prezentare
Captivi pe suprafața unei planete abandonate, membrii unui detașament de debarcare devin participanți fără de voie la o demonstrație a unui sistem de arme foarte avansat.